# Pieter Coninck Westenberg
Pieter Coninck Westenberg (Rijssen, 11 april 1857 – Laren, 19 maart 1935) was een Nederlands jurist, rechter en president van de Rechtbank Amsterdam.

## Biografie
Coninck Westenberg werd geboren als zoon van notaris Gerhardus Cornelius Franciscus Coninck Westenberg en Francina Adriana Bartha Antoinetta Robidé van der Aa. In 1883 promoveerde hij aan de Universiteit Leiden op het proefschrift Iets over het wezen en den aard der gerechtelijke bekentenis in het burgerlijk recht. Na korte tijd als advocaat in Zwolle en als griffieklerk bij de rechtbank aldaar, werd hij in 1887 benoemd tot substituut-griffier bij de Rechtbank Amsterdam. In 1892 werd hij rechter en op 10 juni 1908 president van de rechtbank. Zijn benoeming was opmerkelijk omdat hij geen vicepresident was en ook niet het langstzittende lid van de rechtbank. Hij bekleedde het presidentschap tot zijn pensionering in juni 1933.
Naast zijn hoofdfunctie was Coninck Westenberg bestuurslid van de Nederlandse Juristen-Vereniging en voorzitter van de Kamer van Toezicht over notarissen en kandidaat-notarissen in het arrondissement Amsterdam. 
Coninck Westenberg stond bekend als een bekwaam jurist en rechter. Uit principe koos hij ervoor geen commerciële of bestuurlijke nevenfuncties te aanvaarden die zijn onafhankelijkheid konden aantasten, om zo belangenverstrengeling te voorkomen. In zijn civiele rechtspraak droeg hij bij aan een vrijere en meer praktische toepassing van het procesrecht, beter afgestemd op het maatschappelijk verkeer.
Hij overleed op 19 maart 1935 in Laren, op 77-jarige leeftijd, na een kortstondige ziekte en werd begraven op de Nieuwe Oosterbegraafplaats in Amsterdam.

## Onderscheidingen
- Ridder in de Orde van de Nederlandse Leeuw
- Commandeur in de Orde van Oranje-Nassau

- Virtual International Authority File: 286723310